# Le Mesnil-Esnard
Le Mesnil-Esnard é uma comuna francesa na região administrativa da Normandia, no departamento de Sena Marítimo. Estende-se por uma área de 5,07 km². Em 2010 a comuna tinha 8 271 habitantes (densidade: 1 631,4 hab./km²).202 hab/km².